# 石桁冬樹
石桁 冬樹（いしけた ふゆき、1951年9月13日 - ）は、千葉県出身の日本の作曲家。

## 人物
桐朋学園大学音楽学部作曲理論科卒業、東京芸術大学大学院音楽研究科作曲専攻修了。作曲家石桁真礼生は父親。
教育芸術社にて音楽の教科書向けの作曲を行う。
洗足学園音楽大学講師、日本作曲家協議会、JASRAC各会員。

## 主な作品

### 合唱曲
- 白い馬
- 川
- 自転車でゆこうよ（第63回NHK全国学校音楽コンクール小学校の部課題曲）

### 歌曲
- 花の幻
- 春宵感懐

### 室内楽曲
- 六つの叙情
- 無伴奏チェロの為の「12の前奏曲」

### 吹奏楽曲
- 吹奏楽とティムパニーの為の「挽歌」